# Dia Mundial de Combate à Hepatite
Dia Mundial de Combate à Hepatite é observado todos os anos em 28 de julho para informar e sensibilizar a comunidade global sobre a hepatite B e a hepatite C, encorajando prevenção, diagnóstico e tratamento.
Mais de 2 bilhões de pessoas já foram infetados com algum tipo de Hepatite. Aproximadamente 500 milhões de pessoas em todo o mundo vivem com hepatite B ou com hepatite C, o que representa 1 em 12 pessoas. Esses números surpreendentes foram usados na campanha de 2008 para o Dia Mundial das Hepatites com o slogan Sou o número 12? Se não for tratada ou controlada a hepatite B ou a hepatite C podem levar a um estado avançado de danificação do fígado (cirrose) e outras complicações, incluindo câncer de fígado e insuficiência hepática. Embora muitas pessoas se preocupem mais com a AIDS do que com as hepatites, a realidade é que todos os anos 1,5 milhão de pessoas morrem ao redor do mundo devido à hepatite B e à hepatite C, o que representa um número superior as mortes por HIV/AIDS. A Hepatite C apenas é 10x mais contagiosa que a AIDS. Considerando todos tipos de vírus, a Hepatite é atualmente a sétima maior causa de morte a nível mundial.
O Dia Mundial de Combate à Hepatite tem sido liderado pela Aliança Mundial das Hepatites desde 2008 e em maio de 2010 a Organização Mundial da Saúde endossou oficialmente a data, que se tornou um de apenas 4 dias relacionados com doenças específicas e que tem um mandato da organização, juntamente com malária, tuberculose e HIV/AIDS.

## História
Inicialmente vários grupos de pacientes na Europa e no Oriente Médio se juntaram para celebrar o primeiro Dia internacional para a Conscientização da Hepatite C no dia 1 de outubro de 2004. No entanto, muitos grupos de pacientes continuaram celebrando dias 'nacionais da hepatite' em datas distintas.
Em 2007 foi formada a Aliança Mundial das Hepatites, o que facilitou a aglomeração de grupos de pacientes que trabalham com hepatite B e com hepatite C em uma única organização e criando um peso politico maior para a causa das hepatites.
Com o apoio desses grupos de pacientes ao redor do mundo foi criado o primeiro Dia Mundial das Hepatites no dia 19 de maio de 2008. O slogan escolhido para a campanha de 2008, ‘Sou o Número 12?’, faz referência as estimativas de que 1 em 12 pessoas no mundo vive com hepatite B ou hepatite C. Este slogan foi traduzido para 40 línguas e foi usado em campanhas ao redor do mundo envolvendo pontos cartão-postal.
‘Sou o Número 12?’ foi mantido como o slogan para a campanha de 2009 no dia Mundial das Hepatites e muitos membros da Aliança Mundial das Hepatites também utilizaram o tema das “12 Perguntas” com sugestões que deveriam estar presentes em políticas de saúde pública.
Em 2010 o terceiro Dia Mundial das Hepatites teve um novo slogan, ‘Isto é a hepatite…’, focando em histórias de pessoas afetadas pelas hepatites virais. Este tema foi mantido para a campanha de 2011.
Em 2012 o slogan ‘Isto é a hepatite…’ foi atualizado para ‘Isto é a hepatite…Está mais perto do que você imagina’, que foca na prevalência das hepatites e alude ao fato de que 1 em 12 pessoas são afetadas pelas hepatites B e C.

Com a aprovação da resolução das hepatites virais durante a 63º Assembleia Mundial da Saúde em 2010, o Dia Mundial das Hepatites foi reconhecido oficialmente por todos os países membros da Organização Mundial da Saúde e o dia foi transferido para 28 de julho. A nova data foi escolhida para honrar o aniversário do ganhador do prêmio Nobel, professor Baruch Samuel Blumberg, que descobriu o vírus da hepatite B. A resolução determina que:
“1. 28 de julho seja designado como Dia Mundial das Hepatites com o objetivo de promover a educação e um maior entendimento das hepatites virais como um dos maiores problemas de saúde pública global e para estimular o fortalecimento de medidas de prevenção e controle nos países membros."

## Dia Mundial de Combate à Hepatite
O Dia Mundial de Combate à Hepatite proporciona uma oportunidade para concentrar esforços em ações para o fortalecimento da prevenção e controle das hepatites virais assim como de doenças relacionadas, estendendo os programas de vacinação para a hepatite B e integrando estes programas em políticas públicas de imunização. Além disso, o dia facilita a coordenação de uma resposta global contra as hepatites, estendendo o acesso ao tratamento.
As hepatites virais A, B, C, D e E podem causar infecção e inflamação aguda e/ou crônica do fígado e podem levar a cirrose e ao câncer de fígado. Estes vírus continuam a ser uma ameaça e são estimadas que 350 milhões de pessoas estejam infectadas com hepatite B crônica e 170 milhões de pessoas com hepatite C crônica.
O website da Aliança Mundial das Hepatites proporciona um espaço para todos que queiram participar das celebrações do Dia Mundial das Hepatites, oferecendo materiais de campanha e informação.

## Temas
O Dia Mundial da Hepatite oferece uma oportunidade para se concentrar em ações como:
- Aumentar a conscientização sobre as diferentes formas de hepatite e como elas são transmitidas;
- Fortalecer a prevenção, rastreamento e controle da hepatite viral e de doenças relacionadas;
- Aumentar a cobertura e a integração de vacinas contra hepatite B nos programas nacionais de imunização; e
- Coordenar uma resposta global à hepatite.

Cada ano se concentra em um tema específico. A lista de temas é a seguinte:
- 2011: A hepatite afeta a todos, em todos os lugares. Conheça-a. Enfrente isso. Enfrente ela.
- 2012: Está mais perto do que você pensa.
- 2013: É preciso fazer mais para impedir esse assassino silencioso.
- 2014: Hepatite: pense novamente.[14]
- 2015: Prevenção de hepatites virais. Aja agora.[15]
- 2016: Conheça a hepatite e aja agora.[16]
- 2017: Eliminar a hepatite.[17]
- 2018: Testar. Tratar. Hepatite.[18]
- 2019: Invista na eliminação da hepatite.[19]
- 2020: Um futuro livre de hepatite.[20]
- 2021: A hepatite não pode esperar.[21]
- 2022: Trazendo o tratamento da hepatite para mais perto de você.
- 2023: Nossa vida, nosso fígado.
- 2024: É hora de agir.